# 朝阳村站 (呼伦贝尔市)
朝阳村站是位于内蒙古自治区呼伦贝尔市鄂伦春自治旗朝阳村的一个铁路车站，邮政编码22472。车站建于1966年，有富西铁路经过该站，现办理客货运业务，车站及其上下行区间均未电气化。车站距离富裕站315公里，隶属哈尔滨铁路局，是四等站。

## 重大事故
1981年10月20日，由加格达奇站开往三棵树站的274次列车运行到讷尔克气站和朝阳村站间，由于罪犯实施爆炸，造成旅客3人死亡，65人烧伤，客车大破1辆，中断行车2小时50分。

## 引用文獻
1. ↑  GB/T 10302-2010：中华人民共和国铁路车站代码（代替GB/T 10302-1988）．2010年9月2日公布，2010年12月1日实施．中华人民共和国国家质量监督检验检疫总局、中国国家标准化管理委员会: 5．
2. ↑  . 騰訊評論. 2011-07-24  [2020-05-09]. （原始内容存档于2020-05-09）.原刊於中国新闻网.（原文將「訥爾克氣」誤植為鄂尔格奇）